# Kościół ewangelicki w Chełmsku Śląskim
Dawny kościół ewangelicki – znajdujący się w  powiecie kamiennogórskim w Chełmsku Śląskim przy ul. Kościelnej B.
Usytuowany przy ulicy Kościelnej B. Kamień węgielny położono w 1880 r., a całość ukończono w 1892 r. Wybudowany z cegły w stylu neoromańskim wg projektu Karla Lüdecke. Wzniesiony na planie prostokąta z wejściem od północnego zachodu i południowego wschodu z wydzielonym prezbitrium zakończonym półkoliście przybudówkami i wieżą na osi. Obecnie nieużytkowany, pozbawiony wyposażenia i popadający w ruinę. Wykorzystywany był jako hala sportowa, a później jako magazyn fabryczny. 
Właścicielem obiektu jest władza gminy w Lubawce. Przy kościele znajduje się cmentarz. 

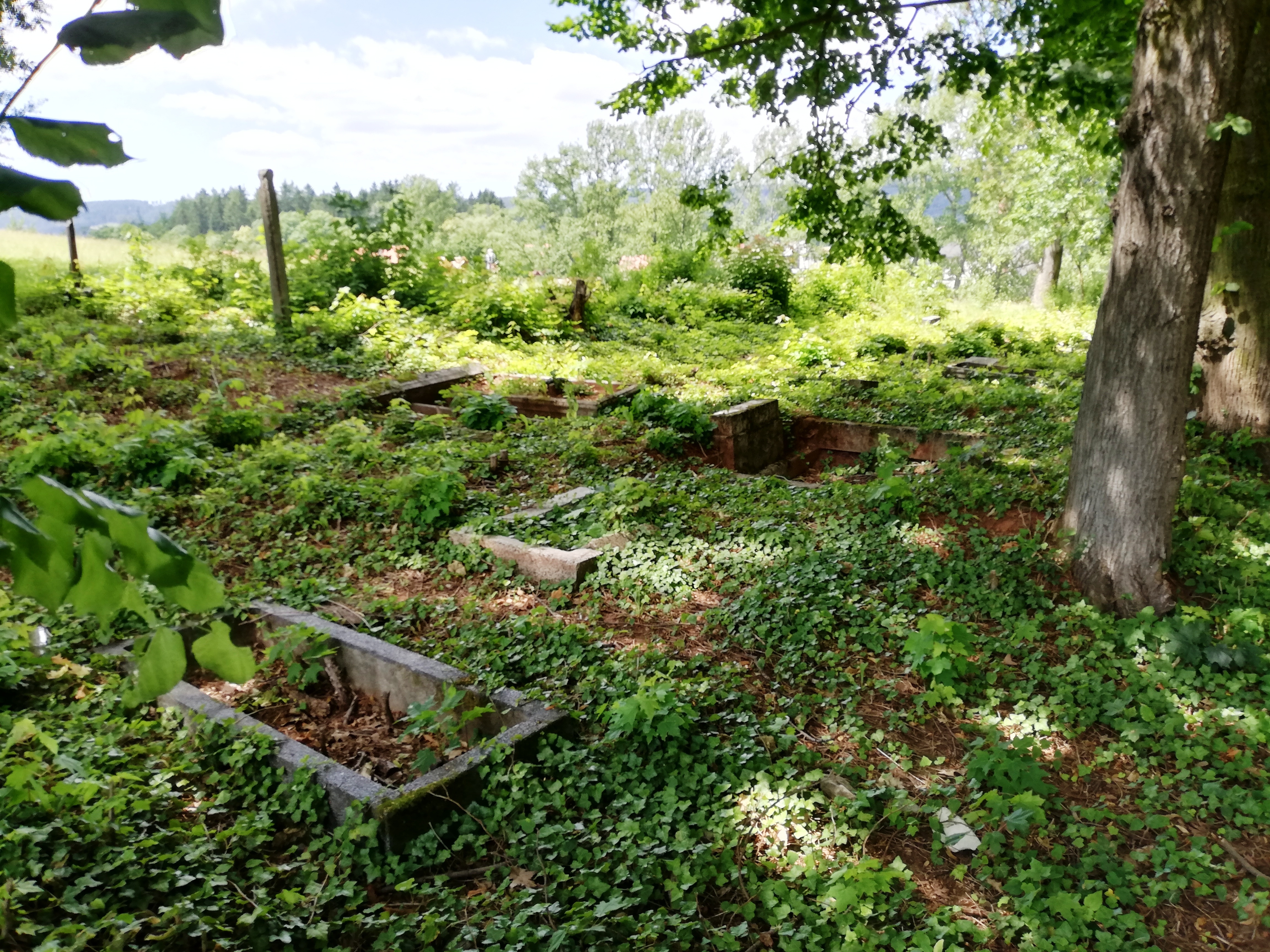
Cmentarz
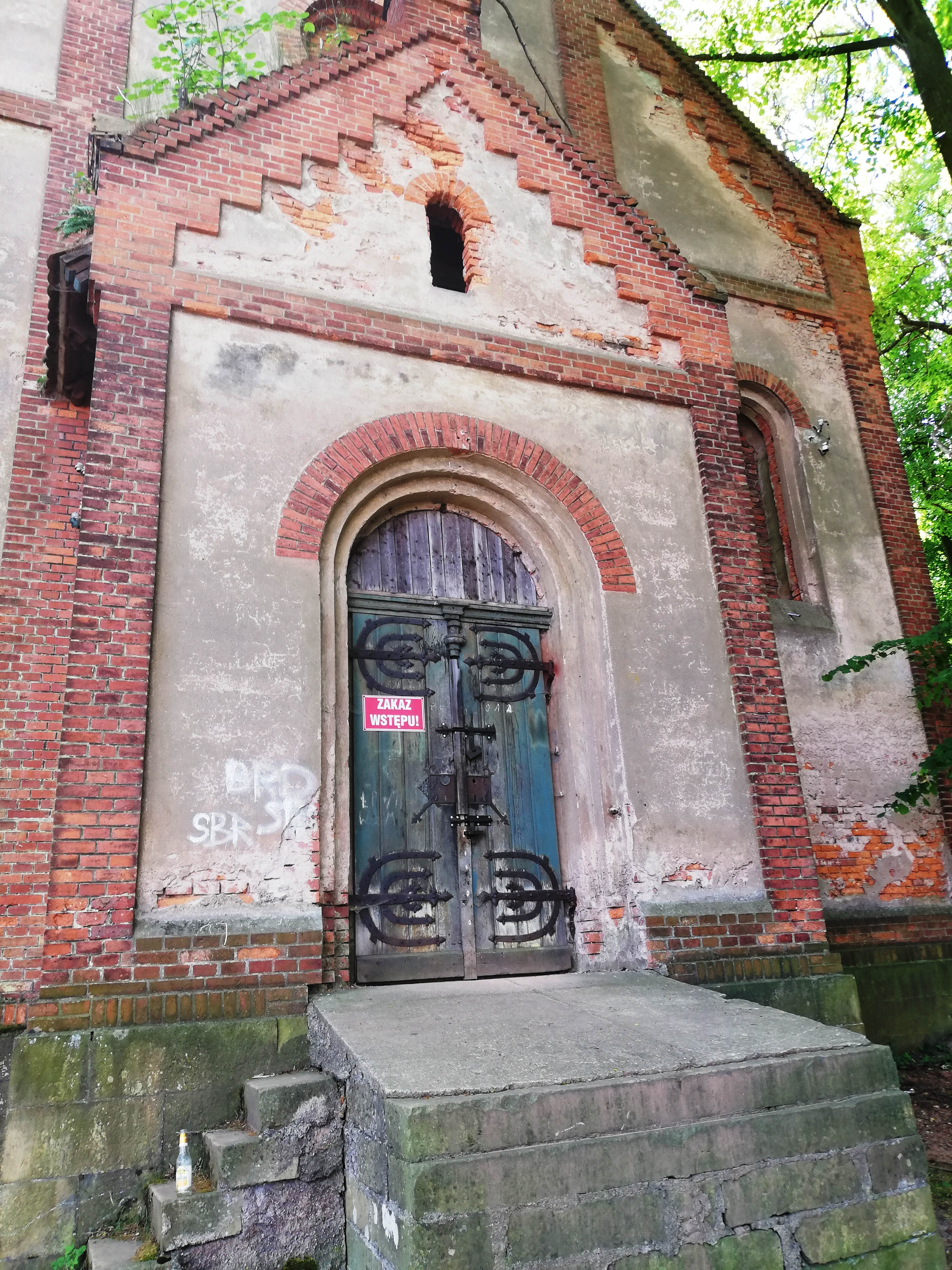
Wejście do kościoła